# Juciely Barreto
Juciely Cristina da Silva (João Monlevade, 18 de dezembro de 1980) é uma ex-jogadora brasileira de voleibol. Tem 1,84 m de altura e desempenha a posição de central. Ganhou medalha de ouro nos Jogos Pan-Americanos de 2011. Juciely foi eleita a melhor bloqueadora no Grand Prix de 2015.

## Carreira
Em 2015 foi convocada para Seleção Brasileira e conquistou a medalha de ouro na edição do Campeonato Sul-Americano disputado em Cartagena e foi premiada como a melhor central da competição e na edição do Grand Prix no mesmo ano realizado em Omaha conquistou a medalha de bronze e também foi a melhor central da competição.
Ainda em 2015 atuou pelo Rexona-Ades na conquista do título do Campeonato Sul-Americano de Clubes, sediado em Osasco, no Brasil e disputou o Campeonato Mundial de Clubes referente a este ano, vestia a camisa 17, a equipe encerrou na quarta posição. Ainda em 2015 sagrou-se também campeã da primeira edição da Supercopa Brasileira em 2015, sediada em Itapetininga. Atuou novamente pelo Rexona-Ades nas competições do período esportivo de 2015–16 e conquistou o título do Campeão Carioca de 2015, da mesma forma que obteve o titulo da Supercopa Brasileira.
No ano de 2016 representou o Rexona-Ades na edição do Campeonato Sul-Americano de Clubes em La Plata, Argentina e disputou o Campeonato Mundial de Clubes de 2016 em Manila, Filipinas, edição que finalizou na quinta posição. Ainda em 2016 representou esse mesmo clube na conquista do vice-campeonato carioca e obteve o bicampeonato da Supercopa do Brasil, em Uberlândia.
Pela Seleção Brasileira disputou pela primeira vez uma edição dos Jogos Olímpicos em 2016, no Rio de Janeiro, ocasião que a seleção caiu nas quartas de final diante da Seleção Chinesa, finalizando assim na quinta colocação.
Após fazer uma grande fase final da Superliga 2016-17 pelo Rexona-Sesc, a atleta foi convocada para a Seleção Brasileira principal pela primeira vez em 2017. Neste ano conquistou o título do Montreux Volley Masters. Conquistou mais um título da Copa Brasil em 2017, sediada em Campinas, o tetracampeonato de sua carreira do Campeonato Sul-Americano de Clubes de 2017, em Uberlândia, e o vice-campeonato na edição do Campeonato Mundial de Clubes em Kobe, Japão.
Renovou com o Rexona-Sesc para a jornada esportiva de 2017–18 e sagrou-se campeã da Supercopa Brasil de 2017, do Campeonato Carioca de 2017 e o vice-campeonato da edição do Campeonato Sul-Americano de Clubes de 2018, sendo premiada como a primeira melhor central do campeonato.

### Aposentadoria
Em 12 de abril de 2024, no Ginásio do Maracanãzinho, Juciely se despediu das quadras, aos 43 anos de idade, após uma derrota do Sesc-Flamengo para o Praia Clube jogo válido pela semifinal da Superliga.

## Clubes
| Clube                  | País   | Temporadas |
| ---------------------- | ------ | ---------- |
| Usipa/Ipatinga         | Brasil | 1999-2000  |
| Macaé Sports           | Brasil | 2000-2001  |
| Minas TC               | Brasil | 2001-2003  |
| Finasa/Osasco          | Brasil | 2003-2004  |
| Brasil Telecom/Brusque | Brasil | 2004–2007  |
| Minas TC               | Brasil | 2007-2008  |
| São Caetano EC         | Brasil | 2009–2010  |
| Rio de Janeiro VC      | Brasil | 2010–2024  |

## Títulos e resultados
- Campeonato Mundial de Clubes: 2015[4]
- Superliga Brasileira Aː 2015-16 e 2016-17[10]
- Supercopa Brasileira de Voleibolː2015, 2016[8] e 2017[16]
- Campeonato Carioca:2015 e 2017[17]
- Campeonato Carioca:2016[7]

## Premiações individuais
- 1ª Melhor Central do Campeonato Sul-Americano de Clubes de 2018[18]
- 1ª Melhor Central do Grand Prix de 2015[3]
- 1ª Melhor Central do Campeonato Sul-Americano de 2015[2]